# Ann-Sofi Pettersson
Elin Ann-Sofi Pettersson, coniugata Colling e, successivamente, Saltin (Stoccolma, 1º gennaio 1932), è un'ex ginnasta svedese. Ha gareggiato alle Olimpiadi estive del 1952 e del 1956 e ha vinto una medaglia d'oro e una d'argento negli attrezzi a squadre. Nel 1956 vinse anche un bronzo al volteggio,  l'unica ginnasta svedese a vincere una medaglia olimpica individuale.
Pettersson è stata campionessa nazionale dal 1951 al 1958 e sportiva dell'anno nel 1955. In seguito ha sposato Bengt Saltin, uno scienziato dello sport, e ha lavorato come medico.

## Palmarès
- Giochi olimpici

Helsinki 1952: oro negli attrezzi a squadre.
Melbourne 1956: argento negli attrezzi a squadre, bronzo nel volteggio.
- Mondiali

Basilea 1950: oro nel concorso completo a squadre, oro nelle parallele asimmetriche, argento nel concorso completo individuale.
Roma 1954: oro nel volteggio.